# Хайнрих III фон Виш
Хайнрих III фон Виш (на нидерландски: Hendrik III van Wisch; на немски: Heinrich III von Wisch; * ок. 1378; † 10 януари 1448) е господар на Виш в Гелдерланд и сенешал на Графство Цутфен в Гелдерланд. Резиденцията на рода е построеният от фамилията през 12 век замък Виш в Терборг в Нидерландия.
Той е единствен син на Хайнрих II фон Виш († 1387/1391) и първата му съпруга Елизабет II фон Бронкхорст († 1381), дъщеря на Гизберт V фон Бронкхорст-Батенбург († 1356) и Катарина ван Леефдал († 1361). Баща му Хайнрих II фон Виш се жени втори път на 15 юни 1381 г. за Катарина фон Бронкхорст († сл. 1420).
Хайнрих III фон Виш е от 1394 до 1397 г. „амтман“ на Лимерс в Гелдерланд заедно с братовчед му Дирк IV ван Виш († 7 декември 1425). През 1416, 1422 и 1433 г. Хайнрих III е „дрост“ и „рентмеестер“ на Гелдерн. През 1425 г. той става „съдия“ на град Арнхайм/Арнем и околностите. През 1425 г. той е „ланддрост“ в новия Хетерсе-Дайх и се грижи за финансиите за строежа от Гелдерн и Цутфен. През 1419 г. той и братовчед му Дирк IV дават градски права на Терборг. Двамата са също в съвета на Арнолд от Егмонт, херцог на Гелерн.
През 1430 г. Хайнрих III фон Виш живее в дворец Розендаел, седалището на хецога на Гелдерн. През 1435 г. той става жител на Цутфен, привилегия, за която той трябва да заплати. Обаче през 1418 и 1436 г. Хайнрих подписва в „геверкшафтите“ против херцога.
Хайнрих III фон Виш умира на 10 януари 1448 г.

## Фамилия
Хайнрих III фон Виш се жени за Ирмгард фон Зайн († сл. 14 октомври 1458), дъщеря на граф Йохан IV фон Зайн-Витгенщайн († 1436) и Катарина фон Золмс († 1415). Те имат децата:

- Хайнрих/Хендрик IV фон Виш († ок. 3 април/1 септември 1460), сенешал на Цутфен, женен ок. 1450 г. за Ютта фон Раезфелд († 1459)
- Дирк V ван Виш
- Йохан фон Виш (* ок. 1440; † 25 април 1517/1 февруари 1519), женен пр. 13 декември 1471 г. за Маргарета Кетлер († пр. 1527). Той е в опозиция на херцога на Гелдерн
- Гизберт ван Виш
- Агнес фон Виш († сл. 1496), омъжена пр. 28 юни 1452 г. за Гизберт фон Бронкхорст господар на Батенбург и Анхолт († 1473), син на Дирк фон Бронкхорст-Батенбург-Анхолт († 1451) и Катарина фон Гронсфелд († сл. 1472)

Хайнрих III фон Виш има от друга жена един син и дъщеря:
- Бернхард/Бернт ван Лигтенберг
- Ирмгард, абатиса на „Св. Квирин“ в Нойс